# 5e cérémonie des Saturn Awards
La 5e cérémonie des Saturn Awards, récompensant les films sortis avant 1978 et les professionnels s'étant distingués ces années-là, s'est tenue le 14 janvier 1978.

## Palmarès
Les lauréats sont indiqués ci-dessous en premier de chaque catégorie et en gras.

### Meilleur film de science-fiction
- Star Wars (Star Wars)
  - Rencontres du troisième type (Close Encounters of the Third Kind)
  - Génération Proteus (Demon Seed)
  - L'Île du docteur Moreau (The Island of Dr. Moreau)
  - L'Ultimatum des trois mercenaires (L'Ultimatum des trois mercenaires)

### Meilleur film fantastique
- Bon Dieu ! (Oh, God!)
  - Peter et Elliott le dragon (Pete's Dragon)
  - Sinbad et l'Œil du tigre (Sinbad and the Eye of the Tiger)
  - The Slipper and the Rose: The Story of Cinderella (The Slipper and the Rose: The Story of Cinderella)
  - Les Sorciers de la guerre (Wizards)

### Meilleur film d'horreur
- La Petite Fille au bout du chemin (The Little Girl Who Lives Down the Lane)
  - Les Chiens fous (Dogs)
  - L'Horrible Invasion (Kingdom of the Spiders)
  - La Sentinelle des maudits (The Sentinel)

### Meilleur acteur
- George Burns - Bon Dieu ! (Oh, God!)
  - Richard Dreyfuss - Rencontres du troisième type
  - William Shatner - L'Horrible Invasion
  - Harrison Ford - Star Wars
  - Mark Hamill - Star Wars
  - Michael York - L'Île du docteur Moreau

### Meilleure actrice
- Jodie Foster - La Petite Fille au bout du chemin
  - Melinda Dillon - Rencontres du troisième type
  - Julie Christie - Génération Proteus
  - Joan Collins - L'Empire des fourmis géantes
  - Carrie Fisher - Star Wars

### Meilleur acteur dans un second rôle
- Alec Guinness - Star Wars
  - Peter Cushing - Star Wars
  - Burgess Meredith - La Sentinelle des maudits
  - Woody Strode - L'Horrible Invasion
  - Red Buttons - Peter et Elliott le dragon

### Meilleure actrice dans un second rôle
- Susan Tyrrell - Andy Warhol's Bad
  - Teri Garr - Rencontres du troisième type
  - Alexis Smith - La Petite Fille au bout du chemin
  - Margaret Whiting - Sinbad et l'Œil du tigre
  - Joan Bennett - Suspiria

### Meilleure réalisation
- George Lucas - Star Wars (partagé)
- Steven Spielberg - Rencontres du troisième type (partagé)
  - Nicolas Gessner - La Petite Fille au bout du chemin
  - Carl Reiner - Bon Dieu ! (Oh, God!)
  - Don Taylor - L'Île du docteur Moreau

### Meilleur scénario
- George Lucas - Star Wars
  - Steven Spielberg - Rencontres du troisième type
  - Laird Koenig - La Petite Fille au bout du chemin
  - Larry Gelbart - Bon Dieu ! (Oh, God!)
  - Michael Winner et Jeffrey Konvitz - La Sentinelle des maudits

### Meilleure direction artistique
- Norman Reynolds et Leslie Dilley - Star Wars

### Meilleurs costumes
- John Mollo - Star Wars
  - Chuck Keehne et Emily Sundby - Peter et Elliott le dragon
  - Cynthia Tingey - Sinbad et l'Œil du tigre
  - Julie Harris - The Slipper and the Rose: The Story of Cinderella
  - Richard La Motte - L'Île du docteur Moreau

### Outstanding Sound
- Ben Burtt, Don MacDougall et Sam F. Shaw - Star Wars

### Meilleur montage
- Paul Hirsch, Marcia Lucas et Richard Chew - Star Wars

### Meilleurs effets spéciaux
- John Dykstra et John Stears - Star Wars
  - Douglas Trumbull - Rencontres du troisième type
  - Albert Whitlock et Chuck Gaspar (Van der Veer Photo Effects) - L'Exorciste 2 : L'Hérétique
  - Ray Harryhausen - Sinbad et l'Œil du tigre

### Meilleure musique
- John Williams - Rencontres du troisième type (partagé)
- John Williams - Star Wars (partagé)

### Meilleurs décors
- Roger Christian - Star Wars

### Meilleur maquillage
- Rick Baker et Stuart Freeborn - Star Wars
  - Bob Westmoreland, Thomas R. Burman , Carlo Rambaldi - Rencontres du troisième type
  - Thomas R. Burman  - Génération Proteus
  - John Chambers - L'Île du docteur Moreau
  - Dick Smith - La Sentinelle des maudits

### Meilleur attaché de presse
- Charles Lippincott

### Meilleur film d'animation image par image
- Sinbad et l'Œil du tigre

### Outstanding Recording
- Caedmon Records

### Outstanding Television Performance
- Jonathan Harris

### Prix spéciaux

#### Hall of Fame
- George Pal - La Guerre des mondes (25e anniversaire)

#### Outstanding Cinematographer
- Gilbert Taylor - Star Wars

#### Special Award
- Donald A. Reed

#### Life Career Award
- Carl Laemmle Jr.